# Programa nuclear conjunto de Brasil y Argentina
El Programa nuclear conjunto de Brasil y Argentina es un acuerdo energético iniciado por Cristina Fernández y Luiz Inácio Lula da Silva para la construcción de una planta de producción de uranio enriquecido que será un ente binacional.
En el acto de firma de dicho acuerdo, Lula expresó "Vamos a lanzar un satélite conjunto y desarrollar un programa de cooperación pacífico en materia nuclear...será ejemplo para el mundo conflagrado por la tentación armamentista y por la intolerancia política e ideológica".